# Economía de Kuwait
Kuwait tiene una economía rica y relativamente abierta, con reservas de petróleo de 104 mil millones de barriles, 8% de las reservas mundiales. El petróleo representa casi 50% del producto interno bruto, 95% de las exportaciones y el 80% de los ingresos gubernamentales. El país experimentó un rápido crecimiento económico en los últimos años, pero la baja de los precios del petróleo impidió el décimo superávit consecutivo del presupuesto.

Una representación proporcional de las exportaciones de Kuwait, 2019